# Michael Georg Schmunk
Michael Georg Schmunk (* 17. März 1951 in Wiesbaden) ist ein ehemaliger deutscher Diplomat.

## Leben
Nach dem Abitur und anschließendem 18-monatigem Grundwehrdienst studierte Schmunk Politikwissenschaften, Rechtswissenschaften und Soziologie. Nach seinem Magister Artium war er von 1977 bis 1983 wissenschaftlicher Mitarbeiter an der Universität Bonn und beim Deutschen Bundestag, SPD-Fraktion in Bonn. 1983 trat Schmunk in den Auswärtigen Dienst ein und begann eine Ausbildung zum Attaché, welche er 1985 im NATO-Referat abschloss. Seine erste Auslandsstation war dann die Botschaft in Washington, D.C., bevor er 1988 wieder nach Bonn (Nord-Süd-Kooperation) zurückkehrte. Von 1991 bis 1994 war er an der deutschen Botschaft Pretoria tätig, bevor er Leiter der Botschaft in Baku wurde. Als stellvertretender Referatsleiter kehrte er 1997 ins Auswärtige Amt (USA; Kanada, Transatlantische Beziehungen, G 8) zurück, bevor er 2000 zum Leiter der deutschen diplomatischen Vertretung in Priština ernannt wurde. Von 2002 bis 2005 war Schmunk in Berlin tätig (Referatsleiter für Afghanistan), ab 2004 bei der Stiftung Wissenschaft und Politik. Als Teilnehmer am Harvard Fellows Programm ging er im Anschluss von 2005 bis 2006 nach Cambridge (Massachusetts) zu Forschung und Lehre (Peace-, State- and Nation-Building). Von 2006 bis 2008 war Schmunk Botschafter der Bundesrepublik Deutschland in Sarajevo. Von 2010 bis 2013 war er Gesandter an der OSZE-Vertretung in Wien. Von 2013 bis Mitte 2014 war er kurze Zeit Botschafter in Bratislava. Anschließend war er  bis Mitte 2016 Berater und Gastwissenschaftler am GIGA German Institute of Global and Area Studies in Hamburg.
| Vorgänger                  | Amt                                           | Nachfolger        |
| -------------------------- | --------------------------------------------- | ----------------- |
| Günther Dahlhoff           | Deutscher Botschafter in Baku 1994–1996       | Christian Siebeck |
| Arne Freiherr von Kittlitz | Deutscher Botschafter in Sarajevo 2006–2008   | Joachim Schmidt   |
| Axel Hartmann              | Deutscher Botschafter in Bratislava seit 2013 | Thomas Götz       |

| Personendaten    | Personendaten          |
| ---------------- | ---------------------- |
| NAME             | Schmunk, Michael Georg |
| KURZBESCHREIBUNG | deutscher Diplomat     |
| GEBURTSDATUM     | 17. März 1951          |
| GEBURTSORT       | Wiesbaden              |